# Campionati austriaci di ski cross 2012
I Campionati austriaci di ski cross 2012 si sono svolti a Gosau il 27 marzo. Il programma ha incluso sia la gara femminile che la gara maschile. 
Trattandosi di competizioni valide anche ai fini del punteggio FIS, vi hanno partecipato anche sciatori di altre federazioni, senza che questo consentisse loro di concorrere al titolo nazionale austriaca.

## Risultati

### Uomini
| Pos. | Atleta             | Nazione |
| ---- | ------------------ | ------- |
| 1    | Thomas Zangerl     | Austria |
| 2    | Stefan Thanei      | Italia  |
| 3    | Patrick Koller     | Austria |
| 4    | Lukas Peherstorfer | Austria |

### Donne
| Pos. | Atleta           | Nazione |
| ---- | ---------------- | ------- |
| 1    | Katrin Ofner     | Austria |
| 2    | Andrea Limbacher | Austria |
| 3    | Simone Streng    | Austria |
| 4    | Verena Bogner    | Austria |